# Armagh (Quebec)
Armagh es un municipio canadiense situado en la provincia de Quebec.

## Superficie
Armagh tiene una superficie de 167,99 km².

## Demografía
En 2021, tenía 1439 habitantes, una densidad poblacional de 8,6 hab./km², y 785 viviendas.